# El Gouna

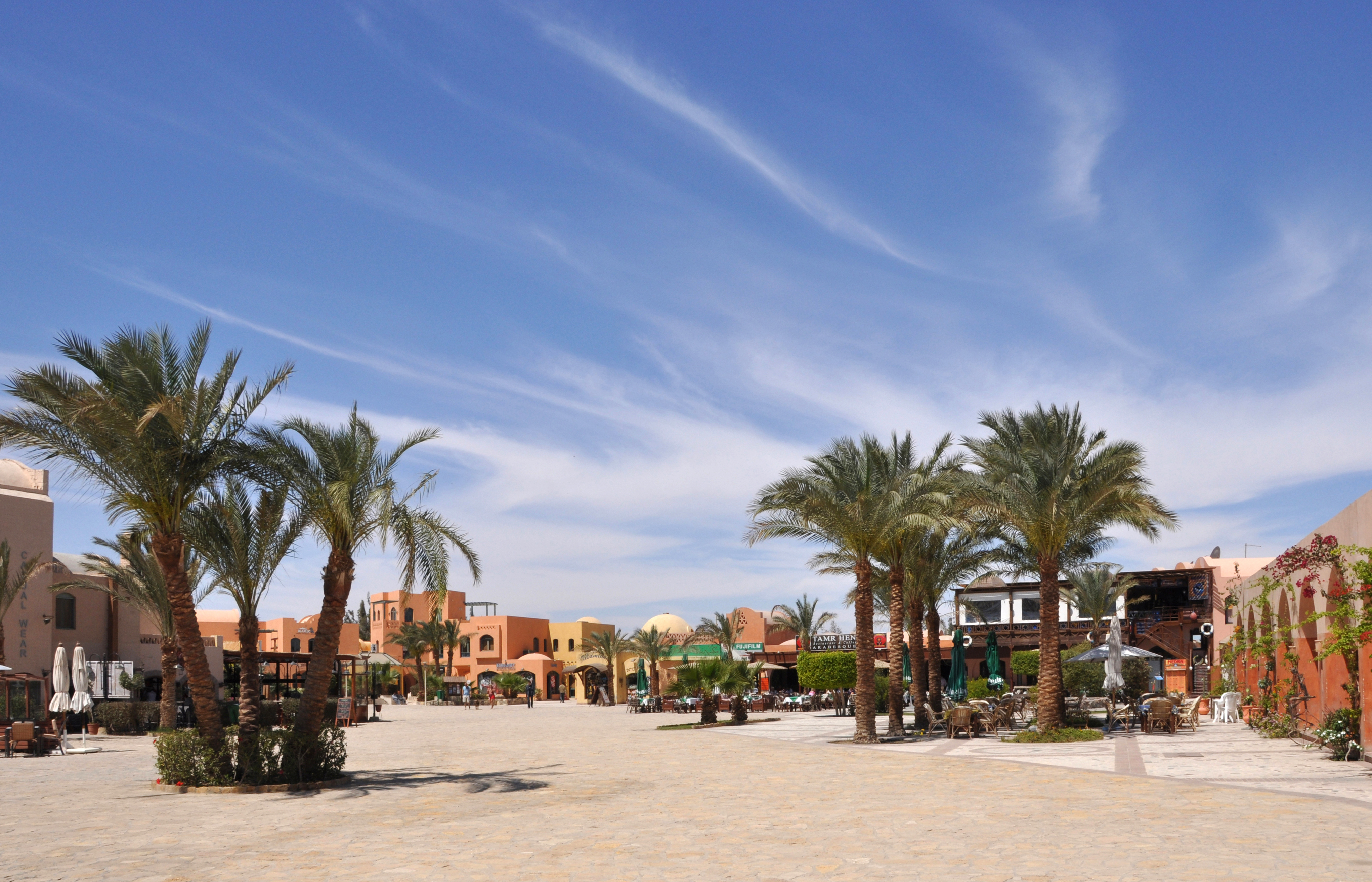
Piața Tamr Henna

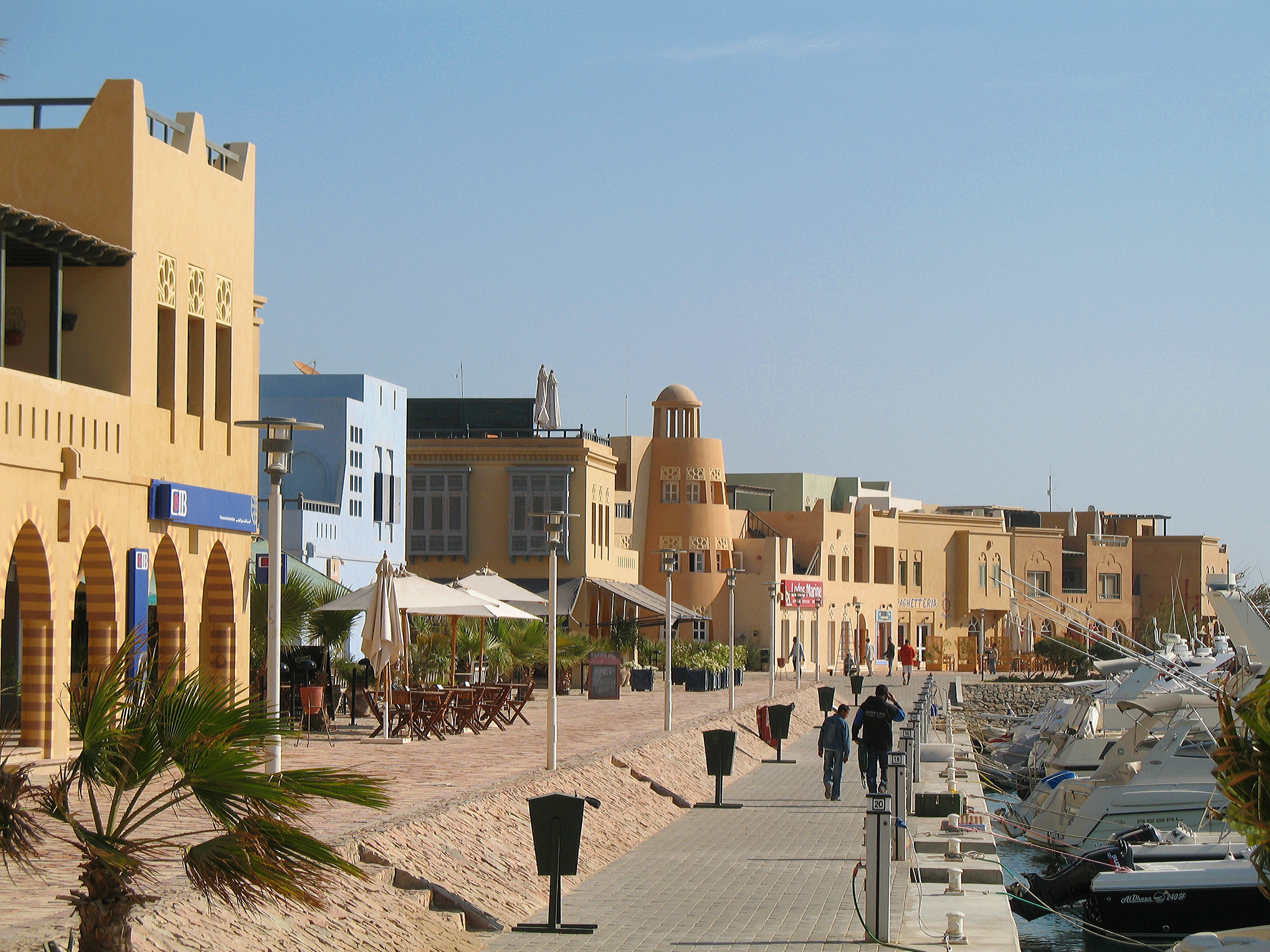
Cornișa din portul de agrement Abu Tig.

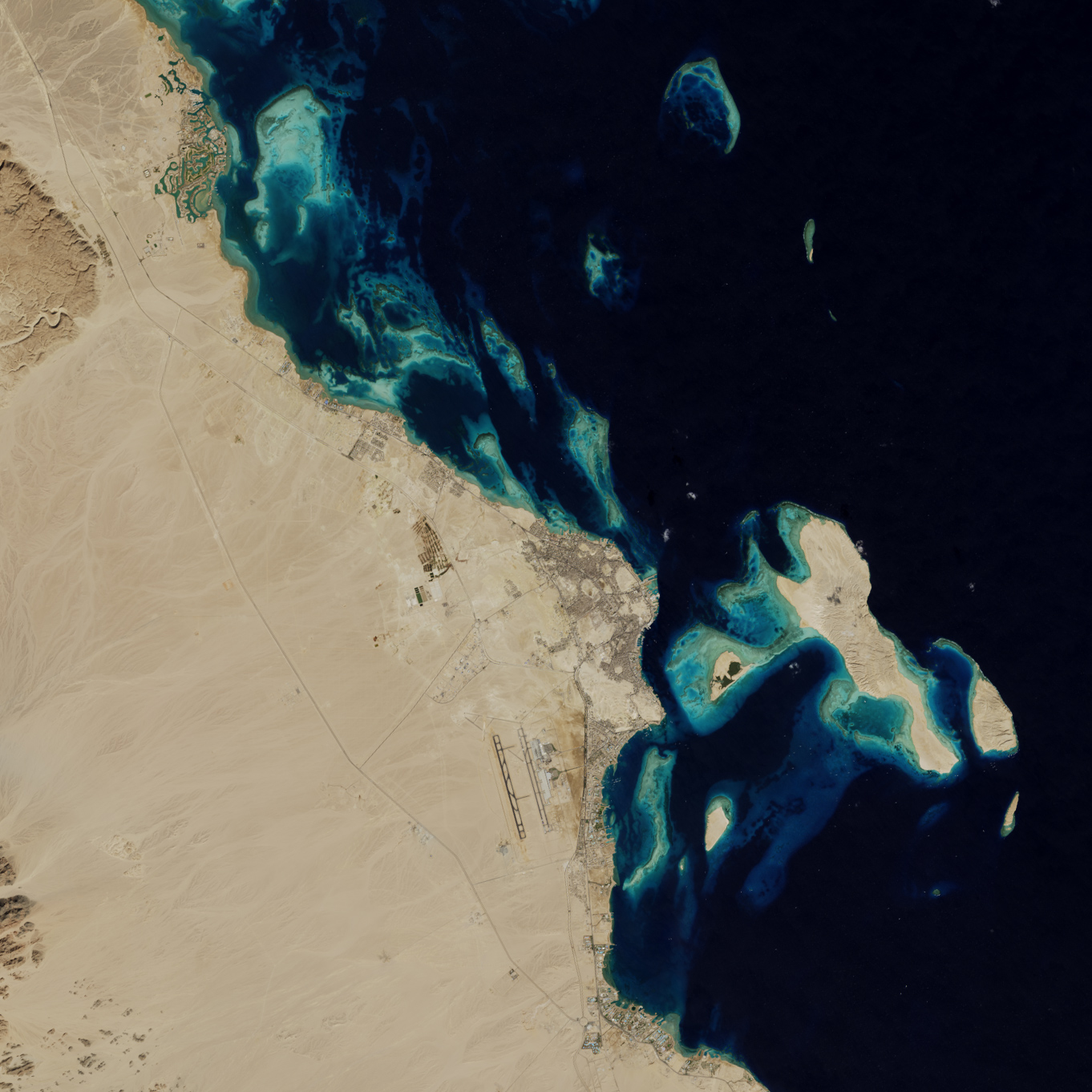
Fotografie prin satelit cu El Gouna și regiunea înconjurătoare

El Gouna (arabă الجونة Al Jūna  pronunțat [elˈɡuːnæ], „Laguna”) este un oraș turistic egiptean, deținut și dezvoltat de Orascom Hotels and Development, datând din 1989. Este situat la Marea Roșie, în Guvernoratul Mării Roșii din Egipt, la 20 de kilometri (12 mile) nord de Hurghada. Face parte din Riviera Mării Roșii și este un oraș gazdă al Festivalului de Film El Gouna.
El Gouna are 10 kilometri de coastă și este format din 20 de insule înconjurate de lagune. Orașul se află la 25 de kilometri de Aeroportul Internațional Hurghada, dar orașul are și propriul aeroport privat. El Gouna este cunoscut și pentru că este cel mai verde oraș al Egiptului, fiind cel mai ecologic oraș din tot Egiptul.